# Balanus tintinnabulum
Balanus tintinnabulum är en kräftdjursart. Balanus tintinnabulum ingår i släktet Balanus och familjen havstulpaner. Inga underarter finns listade i Catalogue of Life.

## Bildgalleri

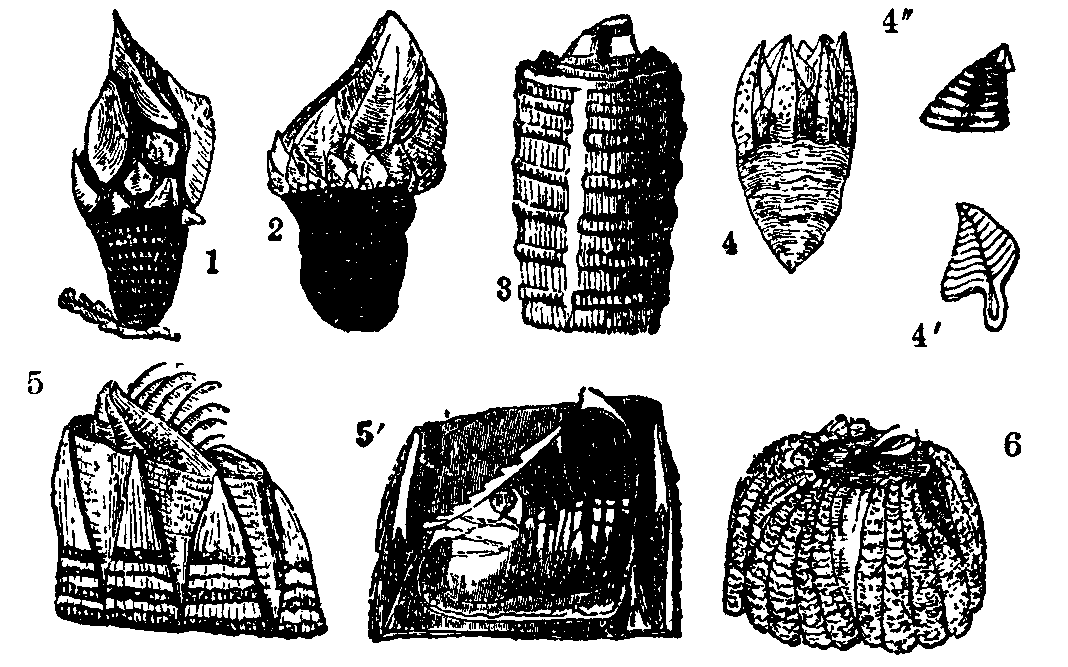